# Super ESCOM
Le Super ESCOM est un club malawite de football basé à Blantyre.

## Palmarès
- Championnat du Malawi (2)
  - Vainqueur : 2007 et 2011

- Coupe du Malawi (0)
  - Finaliste : 2007